# Chinedu Ikedieze
Chinedu Ikedieze (Bende, 12 de diciembre de 1977) es un actor nigeriano, reconocido por aparecer en una gran cantidad de películas con Osita Iheme tras lograr la popularidad en su país con el largometraje Aki na Ukwa. En 2007, Ikedieze recibió el premio a la trayectoria artística en los Premios de la Academia del Cine Africano. El actor sufre una condición de enanismo.

## Filmografía

### Cine
| Año  | Título                       | Rol     | Notas                                                                        |
| ---- | ---------------------------- | ------- | ---------------------------------------------------------------------------- |
| 2002 | Spanner                      | Spanner | Con Nkem Owoh                                                                |
| 2002 | Okwu na uka                  |         | Con Osita Iheme & Patience Ozokwor                                           |
| 2002 | Aka Gum                      |         | Con Osita Iheme                                                              |
| 2003 | The Tom and Jerry            |         | Con Osita Iheme                                                              |
| 2003 | The Catechist                |         | Con John Okafor                                                              |
| 2003 | Show Bobo: The American Boys | Kizzito | Con Osita Iheme                                                              |
| 2003 | School Dropouts              |         | Con Osita Iheme                                                              |
| 2003 | Pipiro                       |         | Con Osita Iheme                                                              |
| 2003 | Onunaeyi: Seeds of Bondage   |         | Con Pete Edochie, Osita Iheme, Patience Ozokwor & Clem Ohameze               |
| 2003 | Lagos Boys                   |         | Con Osita Iheme                                                              |
| 2003 | Family Crisis                |         |                                                                              |
| 2003 | Charge & Bail                |         | Con Osita Iheme                                                              |
| 2003 | Back from America            |         | Con Rita Dominic                                                             |
| 2003 | 'am in Love                  |         | Con Osita Iheme                                                              |
| 2003 | Akpu-Nku                     |         |                                                                              |
| 2003 | Aki na ukwa                  |         | Con Osita Iheme                                                              |
| 2003 | 2 Rats                       |         | Con Osita Iheme, Patience Ozokwor and Amaechi Muonagor                       |
| 2004 | Spanner Goes to Jail         |         | Con Nkem Owoh                                                                |
| 2004 | Not by Height                |         | Con Osita Iheme                                                              |
| 2004 | Igbo Made                    |         |                                                                              |
| 2004 | Big Daddies                  |         | Con Osita Iheme                                                              |
| 2004 | Across the Niger             |         | Con Pete Edochie, Kanayo O. Kanayo & Ramsey Nouah                            |
| 2005 | Village Boys                 |         | Con Osita Iheme                                                              |
| 2005 | Spoiler                      |         | Con Osita Iheme                                                              |
| 2005 | Secret Adventure             |         | Con Osita Iheme                                                              |
| 2005 | Reggae Boys                  |         | Con Osita Iheme                                                              |
| 2005 | One Good Turn                |         | Con Osita Iheme                                                              |
| 2005 | I Think Twice                |         | Con Osita Iheme                                                              |
| 2005 | Final World Cup              |         | Con Osita Iheme                                                              |
| 2005 | Colours of Emotion           | Ebony   | Con Osita Iheme                                                              |
| 2006 | Young Masters                |         | Con Osita Iheme                                                              |
| 2006 | Winning Your Love            |         | Con Osita Iheme & Patience Ozokwor                                           |
| 2006 | 'U' General                  |         | Con Osita Iheme & Patience Ozokwor                                           |
| 2006 | Sweet Money                  |         | Con Osita Iheme                                                              |
| 2006 | Royal Messengers             |         | Con Osita Iheme                                                              |
| 2006 | Magic Cap                    |         | Con Osita Iheme                                                              |
| 2006 | Last Challenge               |         | Con Kanayo O. Kanayo & Osita Iheme                                           |
| 2006 | Kadura                       |         | Con Osita Iheme                                                              |
| 2006 | Jadon                        |         | Con Osita Iheme                                                              |
| 2006 | Games Men Play               |         | Con Chioma Chukwuka, Kate Henshaw-Nuttal, Ini Edo, Mike Ezuruonye & Jim Iyke |
| 2006 | Criminal Law                 | Hippo   | Con Osita Iheme                                                              |
| 2006 | Brain Masters                |         | Con Osita Iheme                                                              |
| 2006 | Brain Box                    |         | Con Kanayo O. Kanayo & Osita Iheme                                           |
| 2006 | Boys from Holland            |         | Con Osita Iheme                                                              |
| 2006 | Blessed Son                  |         | Con Osita Iheme                                                              |
| 2007 | Thunder Storm                |         | Con Osita Iheme                                                              |
| 2007 | Stubborn Flies               |         | Con Osita Iheme                                                              |
| 2007 | Spirit of a Prophet          |         | Con Osita Iheme & Clem Ohameze                                               |
| 2007 | Powerful Civilian            |         | Con Osita Iheme                                                              |
| 2007 | Power as of Old              |         | Con Osita Iheme & Clem Ohameze                                               |
| 2007 | Escape to Destiny            |         | Con Osita Iheme                                                              |
| 2007 | Cain & Abel                  |         | Con Osita Iheme                                                              |

### Televisión
- The Johnsons, como Efetobore Johnson